# Kasseler Sport-Verein Hessen Kassel 2011-2012
Questa voce raccoglie le informazioni riguardanti il Kasseler Sport-Verein Hessen Kassel nelle competizioni ufficiali della stagione 2011-2012.

## Stagione
Nella stagione 2011-2012 l'Hessen Kassel, allenato da Christian Hock, Holger Brück e Uwe Wolf, concluse il campionato di Regionalliga sud all'11º posto. In Coppa di Germania l'Hessen Kassel fu eliminato al primo turno dal Fortuna Düsseldorf.

## Rosa
| N. |                          | Ruolo | Calciatore       |
| -- | ------------------------ | ----- | ---------------- |
| 1  | Germania (bandiera)      | P     | Sven Hoffmeister |
| 2  | Germania (bandiera)      | D     | Patrick Wolf     |
| 4  | Germania (bandiera)      | C     | Dennis Wehrendt  |
| 5  | Germania (bandiera)      | D     | Jens Grembowietz |
| 6  | Germania (bandiera)      | D     | Michael Zepek    |
| 7  | Germania (bandiera)      | C     | René Ochs        |
| 8  | Germania (bandiera)      | C     | Enrico Gaede     |
| 9  | Germania (bandiera)      | C     | Andreas Mayer    |
| 11 | Corea del Sud (bandiera) | A     | Kim Tae-jin      |
| 14 | Corea del Sud (bandiera) | C     | Jin-Woo Kwak     |
| 16 | Germania (bandiera)      | A     | Manuel Pforr     |
| 17 | Germania (bandiera)      | D     | Bernd Gerdes     |
| 18 | Francia (bandiera)       | C     | Caner Metin      |

| N. |                     | Ruolo | Calciatore          |
| -- | ------------------- | ----- | ------------------- |
| 19 | Germania (bandiera) | C     | Gianluca Maresca    |
| 20 | Germania (bandiera) | A     | Christopher Nguyen  |
| 21 | Germania (bandiera) | P     | Erik Domaschke      |
| 22 | Germania (bandiera) | A     | Tobias Damm         |
| 27 | Germania (bandiera) | D     | Viktor Riske        |
| 29 | Germania (bandiera) | P     | Pascal Formann      |
| 31 | Germania (bandiera) | C     | Dennis Joedecke     |
| 32 | Germania (bandiera) | D     | Sebastian Gundelach |
| 33 | Germania (bandiera) | C     | Moritz Murawski     |
| 34 | Germania (bandiera) | D     | Steven Preuss       |
| 35 | Germania (bandiera) | C     | Jannik Weingarten   |
| 40 | Germania (bandiera) | D     | Tim Knipping        |
|    | Grecia (bandiera)   | C     | Konstantinos Drizis |

## Organigramma societario
Area tecnica
- Allenatore: Uwe Wolf
- Allenatore in seconda: Dominik Suslik
- Preparatore dei portieri: Pascal Formann
- Preparatori atletici:
- Analisi video:

## Calciomercato

### Sessione estiva
| Acquisti | Acquisti           | Acquisti          | Acquisti |
| R.       | Nome               | da                | Modalità |
| -------- | ------------------ | ----------------- | -------- |
| P        | Erik Domaschke     | Wehen Wiesbaden   |          |
| D        | Bernd Gerdes       | Werder Brema II   |          |
| A        | Nazif Hajdarović   | Bayern Monaco II  |          |
| C        | Gianluca Maresca   | Paderborn II      |          |
| C        | Caner Metin        | Forbach           |          |
| A        | Christopher Nguyen | Karlsruhe         |          |
| D        | Viktor Riske       | Magonza II        |          |
| C        | Dennis Wehrendt    | Lubecca           |          |
| D        | Patrick Wolf       | Wacker Burghausen |          |

| Cessioni | Cessioni         | Cessioni                 | Cessioni |
| R.       | Nome             | a                        | Modalità |
| -------- | ---------------- | ------------------------ | -------- |
| C        | Ken Asaeda       | Wuppertal                |          |
| D        | Florian Heussner | Baunatal                 |          |
| P        | Morten Jensen    | Holstein Kiel            |          |
| C        | Kai Koitka       | Wattenscheid 09          |          |
| D        | Mentor Latifi    | OSC Vellmar              |          |
| C        | Jarek Matys      | Baunatal                 |          |
| D        | Mario Neunaber   | Jahn Ratisbona           |          |
| C        | Mario Pokar      | Eintracht Francoforte II |          |

### Sessione invernale
| Acquisti | Acquisti            | Acquisti           | Acquisti |
| R.       | Nome                | da                 | Modalità |
| -------- | ------------------- | ------------------ | -------- |
| C        | Konstantinos Drizis | Rot-Weiß Erfurt II |          |

| Cessioni | Cessioni         | Cessioni             | Cessioni |
| R.       | Nome             | a                    | Modalità |
| -------- | ---------------- | -------------------- | -------- |
| A        | Nazif Hajdarović | Borussia Neunkirchen |          |
| A        | Patrick Herpe    | 1. FC Schwalmstadt   |          |
| D        | Christoph Keim   | 1. FC Schwalmstadt   |          |

## Risultati

### Regionalliga

#### Girone di andata
| Arbitro: | Marx |

|                          |           |                        |
| Hajdarović 41’ Metin 78’ | Marcatori | 32’ Zangl 83’ Lienhard |

| Arbitro: | Bartsch |

|                       |           |                |
| Sprung 2’ Breunig 42’ | Marcatori | 68’ Hajdarović |

| Arbitro: | Brych |

|                         |           |                  |
| Mayer 49’ Damm 64’, 72’ | Marcatori | 79’ Oesterhelweg |

| Arbitro: | Wijnen |

|            |           |                    |
| Soriano 2’ | Marcatori | 52’ Damm 83’ Gaede |

| Arbitro: | Schröder |

|                                             |           |  |
| Wolf 6’ Mayer 23’ (rig.) Damm 34’ Riske 78’ | Marcatori |  |

| Arbitro: | Kempter |

|            |           |              |
| Malura 67’ | Marcatori | 52’ Wehrendt |

| Arbitro: | Klemm |

|          |           |                            |
| Wolf 82’ | Marcatori | 52’, 58’ Groß 90’ Herdling |

| Arbitro: | Wingenbach |

|                                |           |         |
| Ammann 10’ Schürg 43’ Toch 81’ | Marcatori | 9’ Wolf |

| Arbitro: | Schaal |

|                                        |           |              |
| Holzapfel 13’ Kahric 19’ Hindelang 85’ | Marcatori | 66’ Knipping |

| Arbitro: | Waschitzki-Günther |

|           |           |  |
| Metin 33’ | Marcatori |  |

| Arbitro: | Münch |

|                           |           |                  |
| Müller 41’ Lappe 75’, 85’ | Marcatori | 69’ (rig.) Mayer |

| Arbitro: | Dietz |

|          |           |                      |
| Damm 50’ | Marcatori | 3’ Leist 36’ Türpitz |

| Arbitro: | Schlager |

|                                                  |           |                 |
| Görtler 21’ Mützel 34’ (rig.), 57’ Wießmeier 53’ | Marcatori | 61’ Grembowietz |

| Arbitro: | Frömel |

|               |           |                             |
| Hajdarović 1’ | Marcatori | 16’ van der Meulen 56’ Sène |

| Arbitro: | Färber |

|  |           |               |
|  | Marcatori | 5’ Hajdarović |

| Arbitro: | Brand |

|                                    |           |  |
| Mayer 30’ Hajdarović 62’ Metin 90’ | Marcatori |  |

| Arbitro: | Leicher |

|                                                               |           |                |
| Mazzola 17’, 19’ (rig.), 62’ Rizzi 22’ Kacani 71’ Binakaj 90’ | Marcatori | 82’ Hajdarović |

#### Girone di ritorno
| Arbitro: | Pflaum |

|                                                          |           |  |
| Tedesco 10’ Caligiuri 29’ (rig.) Sautner 45’ (rig.), 90’ | Marcatori |  |

| Arbitro: | Bärmann |

|          |           |              |
| Damm 69’ | Marcatori | 39’ di Maria |

| Arbitro: | Müller |

|  |           |                          |
|  | Marcatori | 35’ Hajdarović 62’ Metin |

| Arbitro: | Steuer |

|                            |           |                       |
| Mayer 27’, 32’ (rig.), 75’ | Marcatori | 28’ Pokar 37’ Nazarov |

| Arbitro: | Sather |

|             |           |                  |
| Strangl 90’ | Marcatori | 77’ (rig.) Mayer |

| Arbitro: | Gittelmann |

|          |           |  |
| Mayer 7’ | Marcatori |  |

| Arbitro: | Schmitz |

|                       |           |  |
| Thomalla 10’ Groß 59’ | Marcatori |  |

| Arbitro: | Zacher |

|                  |           |                  |
| Gaede 48’ (rig.) | Marcatori | 50’ (rig.) Bauer |

| Arbitro: | Unger |

|                   |           |  |
| Wolf 40’ Damm 82’ | Marcatori |  |

| Arbitro: | Wander |

|           |           |  |
| Stark 37’ | Marcatori |  |

| Arbitro: | Kleinschmidt |

|  |           |               |
|  | Marcatori | 89’ Wenninger |

| Arbitro: | Hartmann |

|                   |           |          |
| Marchese 35’, 90’ | Marcatori | 51’ Damm |

| Kassel 20 aprile 2012, ore 19:00 CEST 30ª giornata | Hessen Kassel | 0 – 0 referto | Norimberga II | Auestadion (1 200 spett.)\| Arbitro: \| Skorczyk \| |
| Arbitro:                                           | Skorczyk      |               |               |                                                     |

| Arbitro: | Münch |

|            |           |                |
| Vastić 90’ | Marcatori | 66’, 80’ Mayer |

| Arbitro: | Bärmann |

|           |           |                        |
| Mayer 34’ | Marcatori | 45’ Dulleck 65’ Müller |

| Arbitro: | Schlager |

|  |           |                  |
|  | Marcatori | 70’ (rig.) Mayer |

| Arbitro: | Schmickartz |

|          |           |                                         |
| Ochs 58’ | Marcatori | 30’ (rig.) Rizzi 34’ Szimayer 77’ Morys |

### Coppa di Germania
| Arbitro: | Cortus |

|  |           |                                |
|  | Marcatori | 25’ Bröker 80’ Rösler 86’ Fink |

## Statistiche

### Statistiche di squadra
| Competizione      | Punti | In casa | In casa | In casa | In casa | In casa | In casa | In trasferta | In trasferta | In trasferta | In trasferta | In trasferta | In trasferta | Totale | Totale | Totale | Totale | Totale | Totale | DR  |
| Competizione      | Punti | G       | V       | N       | P       | Gf      | Gs      | G            | V            | N            | P            | Gf           | Gs           | G      | V      | N      | P      | Gf     | Gs     | DR  |
| ----------------- | ----- | ------- | ------- | ------- | ------- | ------- | ------- | ------------ | ------------ | ------------ | ------------ | ------------ | ------------ | ------ | ------ | ------ | ------ | ------ | ------ | --- |
| Regionalliga sud  | 42    | 17      | 7       | 4       | 6       | 26      | 20      | 17           | 5            | 2            | 10           | 17           | 34           | 34     | 12     | 6      | 16     | 43     | 54     | -11 |
| Coppa di Germania | -     | 1       | 0       | 0       | 1       | 0       | 3       | 0            | 0            | 0            | 0            | 0            | 0            | 1      | 0      | 0      | 1      | 0      | 3      | -3  |
| Totale            | 42    | 18      | 7       | 4       | 7       | 26      | 23      | 17           | 5            | 2            | 10           | 17           | 34           | 35     | 12     | 6      | 17     | 43     | 57     | -14 |

### Andamento in campionato
| Giornata  | 1 | 2  | 3 | 4 | 5 | 6 | 7 | 8 | 9 | 10 | 11 | 12 | 13 | 14 | 15 | 16 | 17 | 18 | 19 | 20 | 21 | 22 | 23 | 24 | 25 | 26 | 27 | 28 | 29 | 30 | 31 | 32 | 33 | 34 |
| --------- | - | -- | - | - | - | - | - | - | - | -- | -- | -- | -- | -- | -- | -- | -- | -- | -- | -- | -- | -- | -- | -- | -- | -- | -- | -- | -- | -- | -- | -- | -- | -- |
| Luogo     | C | T  | C | T | C | T | C | T | T | C  | T  | C  | T  | C  | T  | C  | T  | T  | C  | T  | C  | T  | C  | T  | C  | C  | T  | C  | T  | C  | T  | C  | T  | C  |
| Risultato | N | P  | V | V | V | N | P | P | P | V  | P  | P  | P  | P  | V  | V  | P  | P  | N  | V  | V  | N  | V  | P  | N  | V  | P  | P  | P  | N  | V  | P  | V  | P  |
| Posizione | 8 | 12 | 9 | 6 | 6 | 7 | 8 | 9 | 9 | 9  | 10 | 11 | 13 | 14 | 14 | 10 | 10 | 12 | 11 | 11 | 10 | 11 | 9  | 10 | 11 | 10 | 10 | 11 | 12 | 12 | 11 | 12 | 11 | 11 |

Legenda:

Luogo: C = Casa; T = Trasferta. Risultato: V = Vittoria; N = Pareggio; P = Sconfitta.

### Statistiche dei giocatori
| Giocatore      | Regionalliga sud | Regionalliga sud | Regionalliga sud | Regionalliga sud | Coppa di Germania | Coppa di Germania | Coppa di Germania | Coppa di Germania | Totale   | Totale | Totale      | Totale     |
| Giocatore      | Presenze         | Reti             | Ammonizioni      | Espulsioni       | Presenze          | Reti              | Ammonizioni       | Espulsioni        | Presenze | Reti   | Ammonizioni | Espulsioni |
| -------------- | ---------------- | ---------------- | ---------------- | ---------------- | ----------------- | ----------------- | ----------------- | ----------------- | -------- | ------ | ----------- | ---------- |
| T. Damm        | 30               | 8                | 2                | 0                | 1                 | 0                 | 0                 | 0                 | 31       | 8      | 2           | 0          |
| E. Domaschke   | 29               | 0                | 2                | 1                | 1                 | 0                 | 0                 | 0                 | 30       | 0      | 2           | 1          |
| K. Drizis      | 0                | 0                | 0                | 0                | 0                 | 0                 | 0                 | 0                 | 0        | 0      | 0           | 0          |
| P. Formann     | 0                | 0                | 0                | 0                | 0                 | 0                 | 0                 | 0                 | 0        | 0      | 0           | 0          |
| E. Gaede       | 23               | 2                | 2                | 1                | 0                 | 0                 | 0                 | 0                 | 23       | 2      | 2           | 1          |
| B. Gerdes      | 27               | 0                | 6                | 0                | 1                 | 0                 | 0                 | 0                 | 28       | 0      | 6           | 0          |
| J. Grembowietz | 13               | 1                | 1                | 0                | 1                 | 0                 | 0                 | 0                 | 14       | 1      | 1           | 0          |
| S. Gundelach   | 14               | 0                | 3                | 0                | 1                 | 0                 | 1                 | 0                 | 15       | 0      | 4           | 0          |
| N. Hajdarović  | 18               | 7                | 3                | 1                | 1                 | 0                 | 0                 | 0                 | 19       | 7      | 3           | 1          |
| P. Herpe       | 9                | 0                | 0                | 0                | 1                 | 0                 | 0                 | 0                 | 10       | 0      | 0           | 0          |
| S. Hoffmeister | 5                | 0                | 0                | 0                | 0                 | 0                 | 0                 | 0                 | 5        | 0      | 0           | 0          |
| D. Joedecke    | 8                | 0                | 0                | 0                | 0                 | 0                 | 0                 | 0                 | 8        | 0      | 0           | 0          |
| T. Kim         | 5                | 0                | 0                | 0                | 0                 | 0                 | 0                 | 0                 | 5        | 0      | 0           | 0          |
| T. Knipping    | 32               | 1                | 4                | 0                | 1                 | 0                 | 0                 | 0                 | 33       | 1      | 4           | 0          |
| J. Kwak        | 13               | 0                | 2                | 0                | 0                 | 0                 | 0                 | 0                 | 13       | 0      | 2           | 0          |
| G. Maresca     | 11               | 0                | 1                | 0                | 0                 | 0                 | 0                 | 0                 | 11       | 0      | 1           | 0          |
| A. Mayer       | 30               | 13               | 12               | 0                | 1                 | 0                 | 1                 | 0                 | 31       | 13     | 13          | 0          |
| C. Metin       | 24               | 4                | 5                | 0                | 1                 | 0                 | 1                 | 0                 | 25       | 4      | 6           | 0          |
| M. Murawski    | 14               | 0                | 2                | 0                | 0                 | 0                 | 0                 | 0                 | 14       | 0      | 2           | 0          |
| C. Nguyen      | 30               | 0                | 1                | 1                | 0                 | 0                 | 0                 | 0                 | 30       | 0      | 1           | 1          |
| R. Ochs        | 23               | 1                | 3                | 0                | 1                 | 0                 | 0                 | 0                 | 24       | 1      | 3           | 0          |
| M. Pforr       | 6                | 0                | 1                | 0                | 0                 | 0                 | 0                 | 0                 | 6        | 0      | 1           | 0          |
| S. Preuss      | 2                | 0                | 0                | 0                | 0                 | 0                 | 0                 | 0                 | 2        | 0      | 0           | 0          |
| V. Riske       | 27               | 1                | 10               | 0                | 1                 | 0                 | 0                 | 0                 | 28       | 1      | 10          | 0          |
| D. Wehrendt    | 26               | 1                | 5                | 0                | 1                 | 0                 | 0                 | 0                 | 27       | 1      | 5           | 0          |
| J. Weingarten  | 15               | 0                | 3                | 0                | 0                 | 0                 | 0                 | 0                 | 15       | 0      | 3           | 0          |
| P. Wolf        | 28               | 4                | 1                | 0                | 1                 | 0                 | 1                 | 0                 | 29       | 4      | 2           | 0          |
| M. Zepek       | 6                | 0                | 1                | 0                | 0                 | 0                 | 0                 | 0                 | 6        | 0      | 1           | 0          |